# Kruszyna (gmina)
Kruszyna est une gmina rurale du powiat de Częstochowa, Silésie, dans le sud de la Pologne. Son siège est le village de Kruszyna, qui se situe environ 22 km au nord-est de Częstochowa et 82 km au nord de la capitale régionale Katowice.
La gmina couvre une superficie de 93,42 km2 pour une population de 4 899 habitants.

## Géographie
La gmina inclut les villages de Baby, Bogusławice, Jacków, Kijów, Kruszyna, Łęg, Lgota Mała, Pieńki Szczepockie, Teklinów, Widzów, Widzówek et Wikłów.
La gmina borde les gminy de Gidle, Kłomnice, Ładzice, Mykanów, Nowa Brzeźnica et Radomsko.